# Aisha Hinds
Aisha Hinds, född 13 november 1975 i New York, är en amerikansk skådespelare.
Hinds har bland annat medverkat i TV-serierna Under the Dome (2013-2015) och 9-1-1 (2018-2023). Hon har medverkat i filmerna Mr. Brooks från 2007 och The Perfect Find från 2023.

## Filmografi (i urval)
- 2005 – Assault on Precinct 13
- 2007 – Mr. Brooks
- 2010 – Unstoppable
- 2013–2015 – Under the Dome (TV-serie)
- 2014 – If I Stay
- 2018–2023 – 9-1-1 (TV-serie)
- 2019 – Godzilla: King of the Monsters
- 2023 – The Perfect Find
- 2024 – The American Society of Magical Negroes